# 小笠原長経
小笠原 長経（おがさわら ながつね）は、鎌倉時代前期の武将。鎌倉幕府御家人。小笠原長清の子。小笠原氏2代当主。

## 生涯
父とともに文治5年（1189年）の奥州合戦に従軍。その後は二代将軍源頼家の近習として仕え、流鏑馬の射手を務めている。正治元年（1199年）4月、頼家が十三人の合議制に反発して指名した目通りが許される5人の近習にも選ばれている。同年8月、頼家が安達景盛の愛妾を奪ったことで両者が対立すると、頼家の命を受けて安達邸を包囲したが、北条政子に制止されている（『吾妻鏡』）。
建仁3年（1203年）9月、比企能員の変では、比企氏方として拘禁された。その後、鎌倉を引き払ったと見られ、鎌倉では弟の伴野時長が小笠原氏の嫡家として重用されている。
承久3年（1221年）、承久の乱で父・長清は鎌倉方の大将軍として子息8人と共に京へ攻め上り、京都軍と戦った。乱後、恩賞として長清は阿波国守護に任命される（『尊卑分脈』）。これとは別に、長経は同国麻殖保の地頭に任じられた。貞応2年（1223年）には、長経が同国守護となっていることが確認できる。元仁元年（1224年）、同国麻殖保の地頭として、預所の左衛門尉清基との訴訟に勝利した。安貞元年（1227年）2月13日、上皇の御所新造にあたり、寝殿の担当を命ぜられた。
出家して小笠原入道と称され、宝治元年（1247年）5月9日、京都の新日吉社で行われた流鏑馬の神事を務めている（『葉黄記』）。
宝治元年（1247年）11月5日、69歳で死去。

## 関連作品
テレビドラマ
- 『草燃える』（1979年、NHK大河ドラマ、演：草間正吾）
- 『鎌倉殿の13人』（2022年、NHK大河ドラマ、演：西村成忠）